# لوجانیانو وال دآردا
لوجانیانو وال دآردا (به ایتالیایی: Lugagnano Val d'Arda) یک کومونه در ایتالیا است که در استان پیاچنزا واقع شده‌است.

## خصوصیات
لوجانیانو وال دآردا ۵۴٫۴ کیلومترمربع مساحت و ۴٬۳۳۰ نفر جمعیت دارد و ۲۲۹ متر بالاتر از سطح دریا واقع شده‌است.